# Hugo Boss (homme d'affaires)
Pour les articles homonymes, voir Hugo Boss (homonymie).

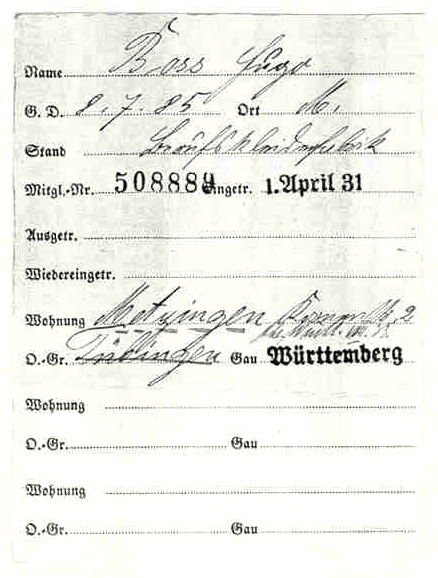
Le formulaire d'adhésion au parti nazi, signé par Hugo Boss en 1931.

Hugo Ferdinand Boss, né le 8 juillet 1885 et mort le 9 août 1948, est un styliste allemand. Il est le fondateur de la compagnie de vêtements Hugo Boss. Adhérent du parti nazi, il en dessinera et réalisera bon nombre de vêtements officiels, notamment ceux de la SA et de la SS.

## Biographie
Boss naît à Metzingen, au Royaume de Wurtemberg, de Luise Münzenmayer et Heinrich Boss. Il est le plus jeune des cinq enfants du couple. 
Il est engagé comme apprenti marchand et fait son service militaire de 1903 à 1905. En 1908, il prend par la suite la relève de l'entreprise de vêtements familiale. La même année, il épouse Anna Katharina Freysinger, avec qui il aura une fille.
En 1914, il s'enrôle dans l'armée et sert comme caporal lors de la  Première Guerre mondiale.
En 1924, il fonde sa propre compagnie de vêtements à Metzingen (Hugo Boss AG, futur groupe international de mode), puis, avec deux partenaires, une usine l'année suivante. La compagnie produit des gilets et vestes.
Hugo Boss adhère au NSDAP en 1931. Au cours des années 1930, il dessine et produit dans son entreprise des uniformes pour la Sturmabteilung et la Schutzstaffel,, ainsi que les Jeunesses hitlériennes, le service postal, les employés ferroviaires et la Wehrmacht. Ses usines recourent alors au travail forcé de prisonniers de guerre, notamment français et polonais.
Après la Seconde Guerre mondiale, Hugo Boss est condamné à une amende de 100 000 marks pour son soutien au nazisme et est déchu de ses droits civiques,. Il meurt peu de temps après, en 1948.